# Natuurreservaat Sipaliwini
Het natuurreservaat Sipaliwini is 1.000 km2 groot en gelegen in het zuiden van Suriname, dicht bij de grens met Brazilië. Het is sinds 1972 een reservaat. De westrand van de savanne wordt gevormd door bos. De grens van het reservaat wordt in het zuiden, oosten en noordoosten gevormd door de waterscheiding tussen het stroomgebied van de Sipaliwini (Corantijn) en dat van de Paroerivier (Amazone). Het natuurreservaat ligt 275-400 meter boven de zeespiegel. Het grootste deel van het reservaat wordt gevormd door een savanne van 630 km2. Het landschap wordt beheerst door het open "boomgaard-savanne-type", een lage kruidenvegetatie met merendeels (schijn)grassen en met hier en daar verspreide bomen. Aan de Braziliaanse kant staat de voortzetting van deze savanne bekend als de Paroesavanne. Op Braziliaans grondgebied is de Paroesavanne tot het Tumacumaque Nationaal Park verklaard.
Het natuurreservaat Sipaliwini is rijk aan prehistorische artefacten, zoals stenen bijlen, pijl- en speerpunten en aardewerk. Het reservaat behoort tot het woongebied van de Trio.
De Britse ontdekkingsreizigers Hancourt en Fisher maakte in 1609 als eerste melding van dit gebied. De fauna die in de Sipaliwinisavanne gevonden wordt bestaat uit onder andere herten, zwijnen, krabbenetende vos, schildpadden, slangen, tapirs en miereneters. In 1968 vond de bioloog dr. M.S. Hoogmoed aan de bovenloop van de viergebroederskreek in het Sipaliwini reservaat de Dendbrobatus azureus, een pijlgifkikker met een opvallende hardblauwe kleur. Wat vogels betreft worden er soorten als de graslandgors aangetroffen, een typische savannevogel.
Het viergebroedersgebergte en de Morro Grande zijn kenmerkend voor de Sipaliwini savanne. In de droge tijd is de savanne erg brandbaar.